# Ильинка (Бахмутский район)
Ильи́нка (укр. Іллінка) — посёлок, входит в Ольховатский поселковый совет Бахмутского района Донецкой области Украины. Находится под контролем самопровозглашённой Донецкой Народной Республики.

## География
Населённый пункт расположен на реке Булавин. К северо-востоку от населённого пункта проходит административная граница Донецкой и Луганской областей.

#### Соседние населённые пункты по странам света
С: город Дебальцево (выше по течению Булавина)
СЗ: Коммуна, Савелевка, Булавино
СВ: Чернухино — в Луганской области
З: Александровское
В: Редкодуб (Бахмутского района), Редкодуб (Шахтёрского района)
ЮВ: Каменка, Никишино, Полевое, Кумшацкое
ЮЗ: Камышатка, Булавинское, Прибрежное (ниже по течению Булавина)
Ю: Ольховатка (примыкает; ниже по течению Булавина)

## Население
Население по переписи 2001 года составляло 272 человека.

## История
До 11 декабря 2014 года входил в Енакиевский городской совет. В 2014 году посёлок властями Украины переподчинен Артёмовскому району. С февраля 2015 года под контролем ДНР. 20 ноября 2024 года Минобороны России сообщили о взятии посёлка. 

## Местный совет
86490, Донецкая область, Бахмутский район, Ольховатский поссовет, пгт. Ольховатка, ул. Советская, 1; тел. 5-46-32. Телефонный код — 6252.